# Töre

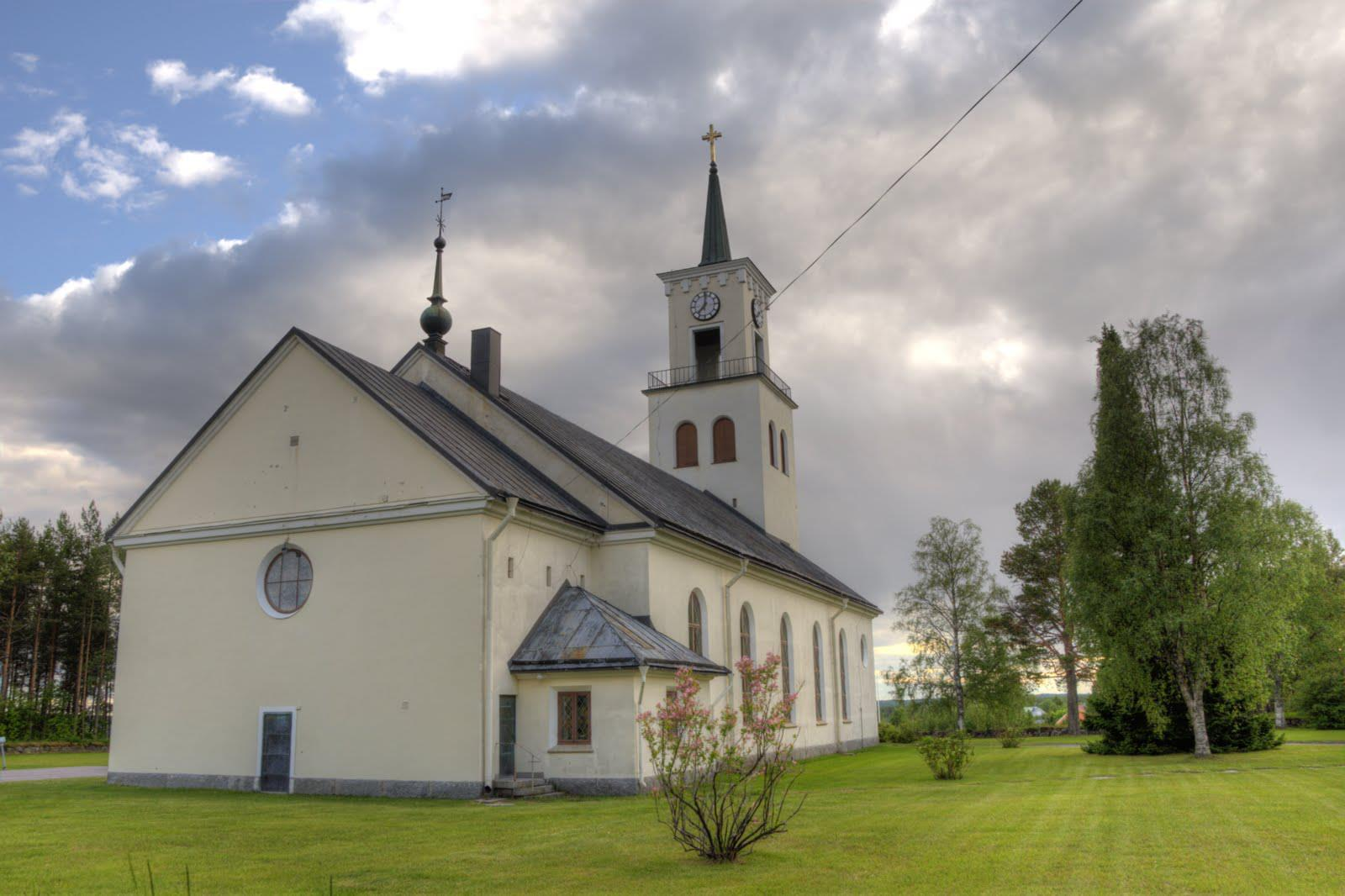
Iglesia de Töre

Töre (en kalix: Te'or) es una localidad situada en el municipio de Kalix, provincia de Norbotnia, Suecia, con 1 099 habitantes en 2010.
Su puerto es el más septentrional de la Bahía de Botnia (y por ende, del Mar Báltico), que es accesible a los buques comerciales. La ruta europea E10 pasa a través de Töre.